# 北ノ俣岳

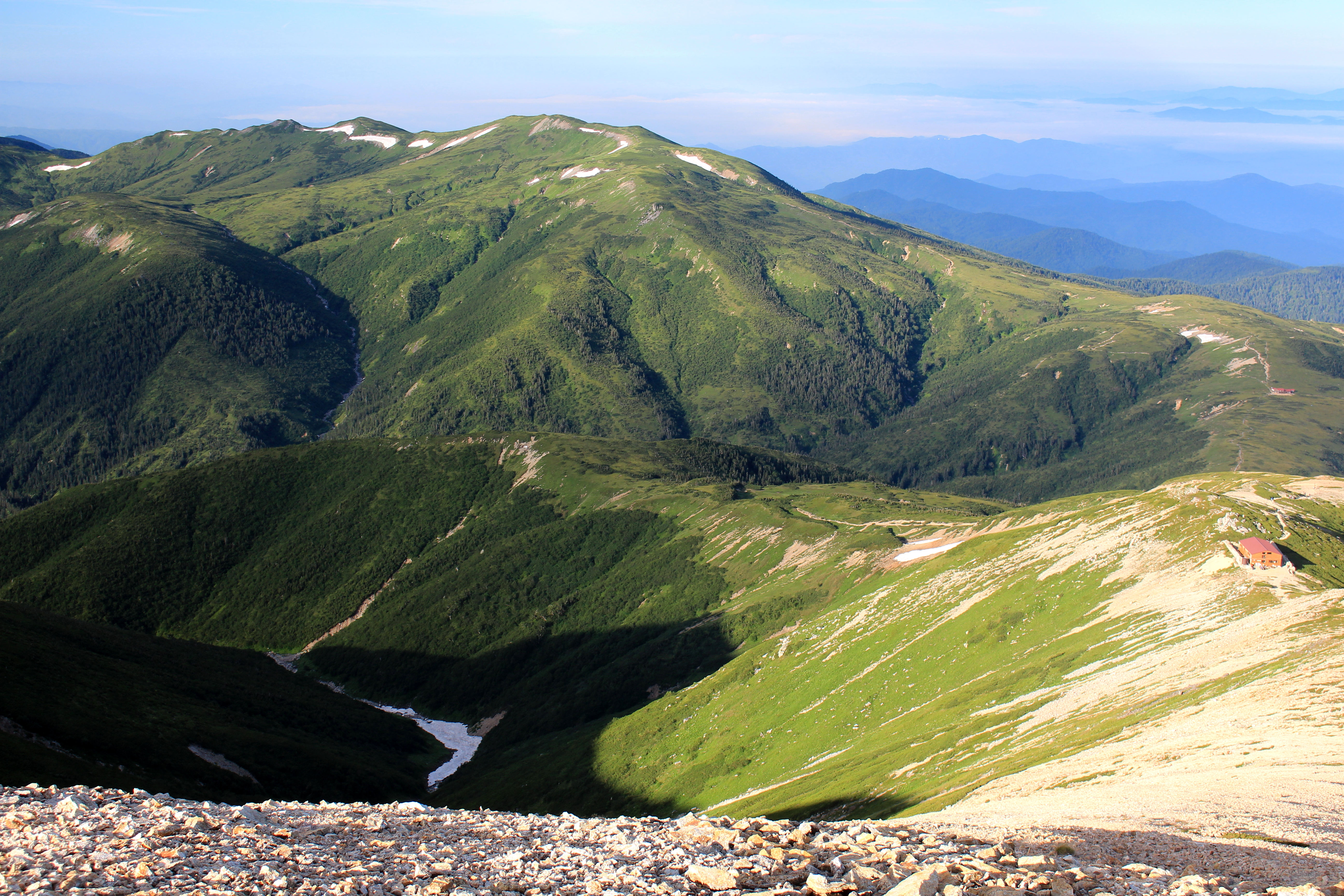
北北東の水晶岳から北ノ俣岳を望む

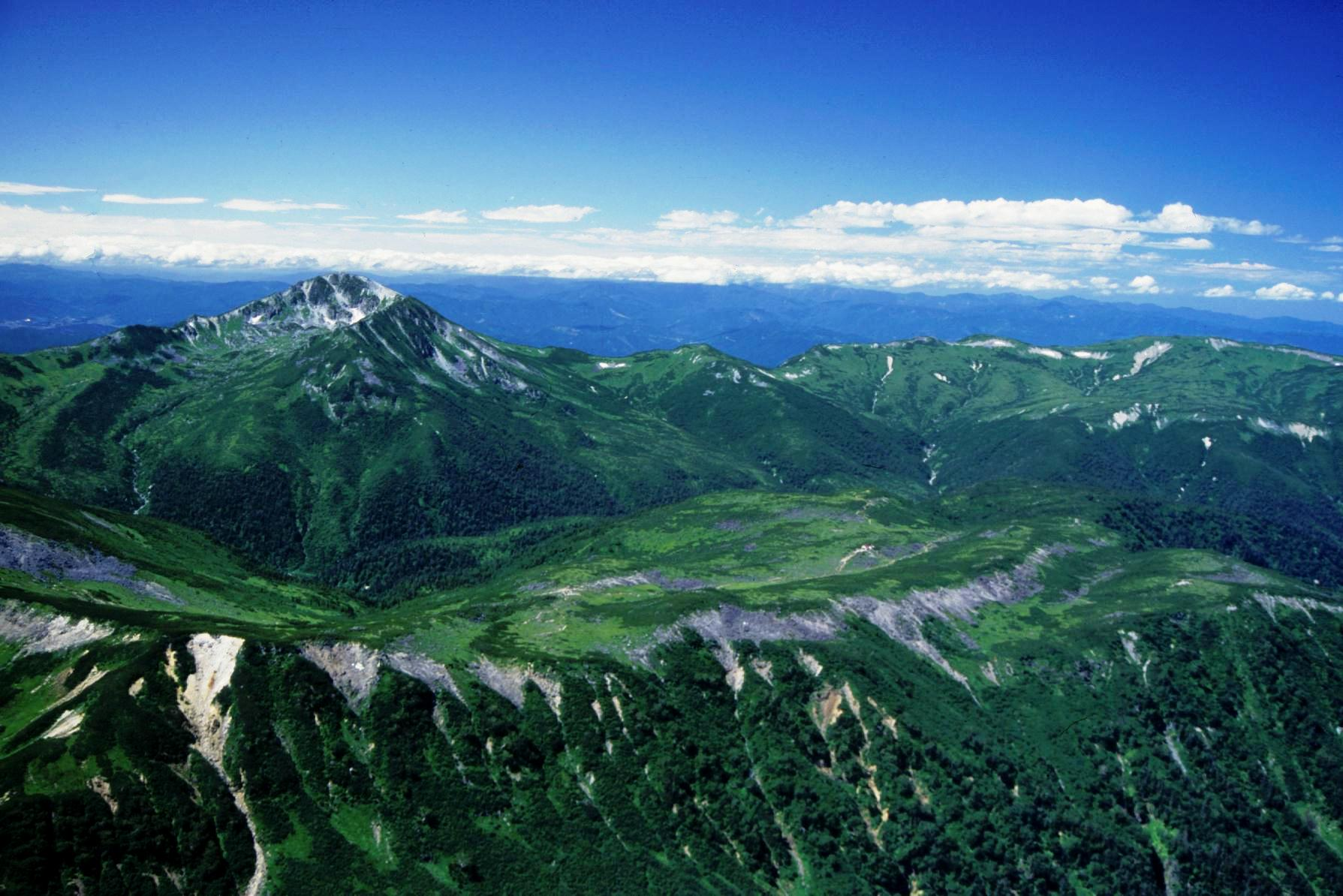
水晶岳から望む
黒部五郎岳（左）
雲ノ平（中央）
北ノ俣岳（右）

北ノ俣岳（きたのまただけ）は、富山市と飛騨市にまたがる飛騨山脈の標高2,662mの山である。別名は、上ノ岳（かみのだけ）。

## 概要
北ノ俣岳は岐阜県側、上ノ岳は富山県側の古来からの名称。
山域は中部山岳国立公園の特別保護地区に指定され、新・花の百名山に選定されている。
北ノ俣岳から北へは太郎兵衛平を経て立山連峰の薬師岳へと続き、東は赤木岳、黒部五郎岳へと続く稜線となっている。
山頂部は広くハイマツ帯となっており、雪解け後の斜面にはハクサンイチゲなどの高山植物の大群落がある。
山頂には三等三角点（標高2,661.21、点名は北俣岳）がある
。山頂からの眺めは、南に黒部五郎岳、笠ヶ岳、乗鞍岳、東に三俣蓮華岳、鷲羽岳、水晶岳、雲ノ平、北に薬師岳などを望むことが出来る。

## 登山

### 登山ルート
有峰林道東谷線の飛越トンネルに飛越新道の登山口があり、神岡新道に替わる新ルートになりつつある。寺地山へ向かう登山道はぬかるみが多く、ミズバショウなどの高山植物が見られる。寺地山と北ノ俣岳の間の鞍部の南側には北ノ俣避難小屋がある。その上部には、高層湿原には池塘が拡がり、木道が設置されている。周辺はニッコウキスゲ、ワタスゲ、チングルマなどの群生地となっている。
また、立山連峰縦走時にここを通過することもある。
- 飛越新道 ：飛越トンネル － 仙人峠 － 鏡池 － 寺地山 － 北ノ俣避難小屋 － 北ノ俣岳
- 神岡新道 ：打保 － 水ノ平 － 仙人峠 － 鏡池 － 寺地山 － 北ノ俣避難小屋 － 北ノ俣岳（1962年（昭和37年）に神岡新道が開設されたルート。）[4]

- 有峰口 ：折立 － 太郎平小屋 － 太郎山 － 北ノ俣岳
- 西銀座ダイヤモンドコース ：主稜線縦走路

### 周辺の山小屋
周辺の登山道上には、登山者用の山小屋とキャンプ指定地がある。最寄りの山小屋は、飛越新道にある北ノ俣岳避難小屋。
| 名称             | 所在地                     | 北ノ俣岳からの 方角と距離（km） | 標高 （m） | 収容 人数 | キャンプ 指定地  |
| ---------------- | -------------------------- | ------------------------------- | ---------- | --------- | ---------------- |
| 折立ヒュッテ     | 有峰ダムの東の登山口・折立 | 北西 7.6                        | 1,350      | 休憩所    | 50張             |
| 太郎平小屋       | 太郎兵衛平                 | 北 3.1                          | 2,330      | 150       | （薬師峠） 100張 |
| 北ノ俣岳避難小屋 | 寺地山と北ノ俣岳との鞍部   | 西 1.8                          | 1,990      | 8         | なし             |
| 薬師沢小屋       | 黒部川本流の薬師沢出合     | 東 3.2                          | 1,940      | 60        | なし             |
| 雲ノ平山荘       | 雲ノ平・ギリシャ庭園       | 東 5.8                          | 2,500      | 70        | 50張             |

## 地理

### 周辺の山
立山連峰の主稜線の薬師岳と黒部五郎岳の間にあるなだらかな山容の山で、西に寺地山へ続く尾根が延びる。

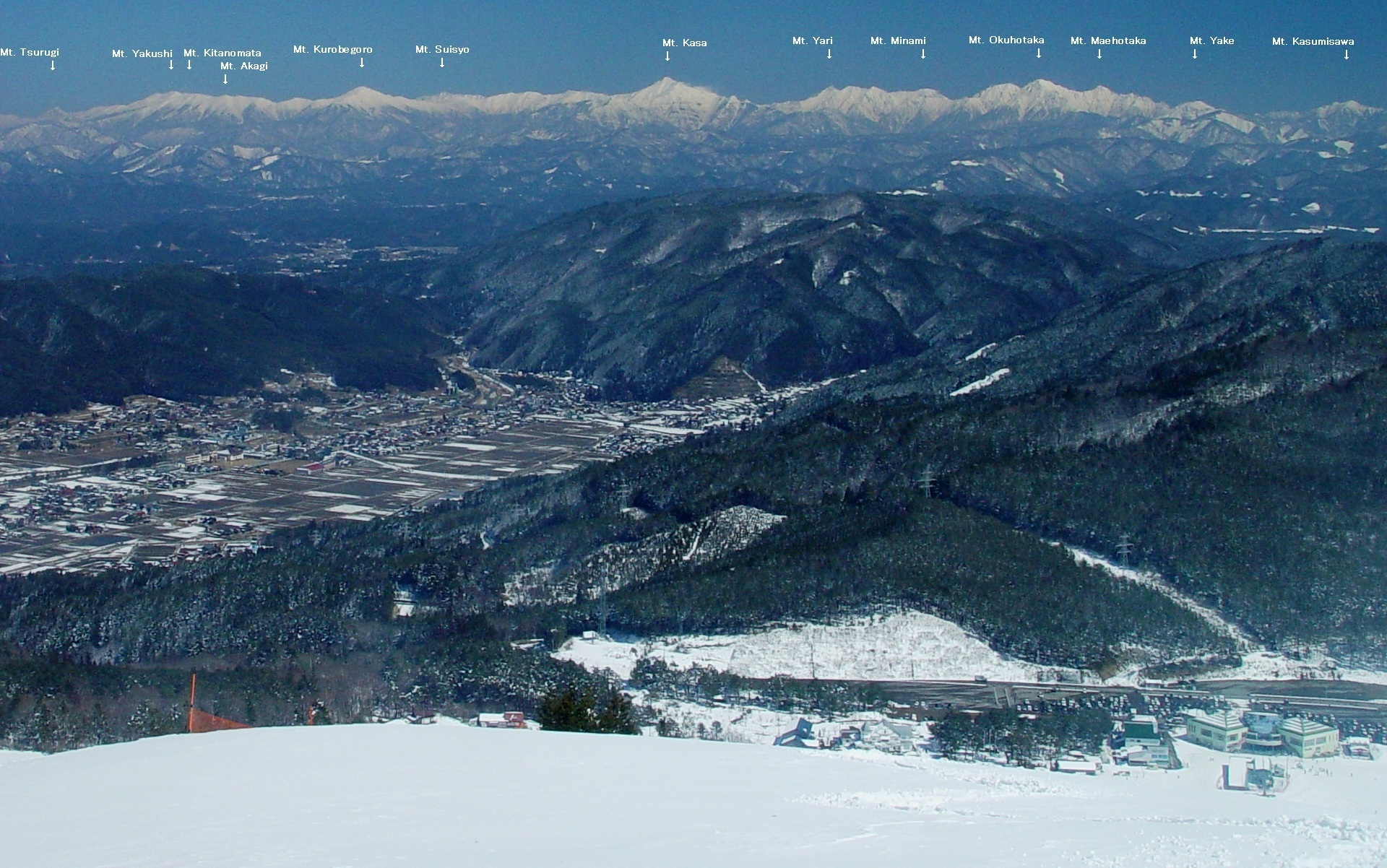
位山から望む北アルプスの北ノ俣岳周辺の山々

| 山容 | 名称       | 標高 （m） | 三角点 等級       | 北ノ俣岳との 距離（km） | 備考       |
| ---- | ---------- | ---------- | ----------------- | ----------------------- | ---------- |
|      | 薬師岳     | 2,926.01   | 二等              | 6.0                     | 日本百名山 |
|      | 寺地山     | 1,966.02   | 三等              | 3.4                     |            |
|      | 太郎山     | 2,372.88   | 三等              | 2.9                     | 太郎平小屋 |
|      | 北ノ俣岳   | 2,662      | （三等） 2,661.21 | 0                       |            |
|      | 赤木岳     | 2,622      |                   | 1.1                     | 赤木沢     |
|      | 黒部五郎岳 | 2,839.58   | 三等              | 4.0                     | 日本百名山 |

### 源流の河川
以下の源流となる河川は日本海へ流れる。
- 北ノ俣川 （高原川の支流）
- 真川 （常願寺川の支流）
- 薬師沢の左俣 （黒部川の支流）

## 自然
7上旬にニッコウキスゲ、8月中旬にミヤマキンポウゲ、ヨツバシオガマ、ミヤマリンドウ、ウサギギクの花がみられる。

## 関連図書
- 『飛騨の山 研究と案内』　ナカニシヤ出版、2010年、ISBN 978-4-779-50504-1、pp8-9
- 『剱・立山 (山と高原地図 36) 』　昭文社、2010年、ISBN 978-4-398-75716-6